# عمارت دادگستری شهرستان تارنت

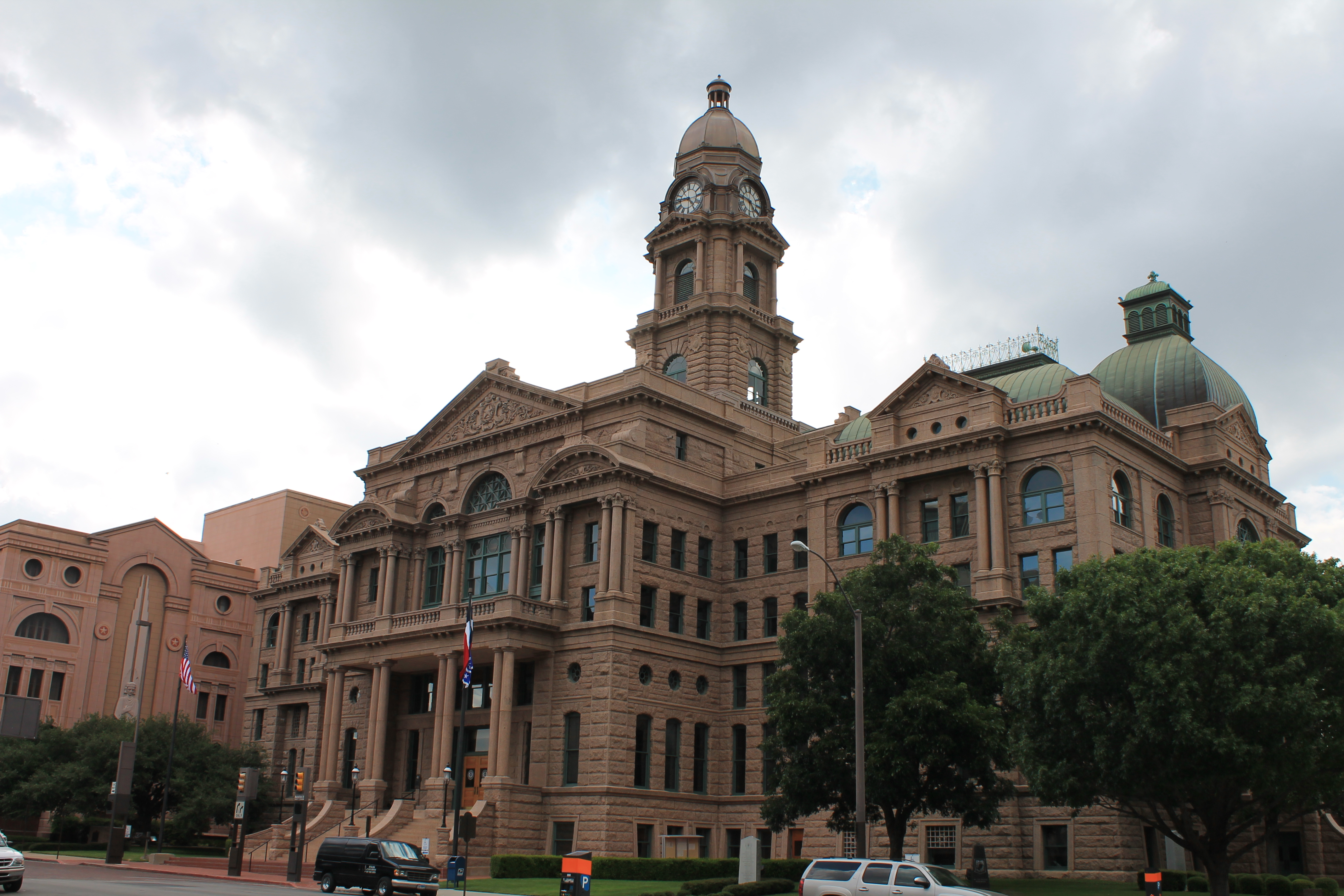

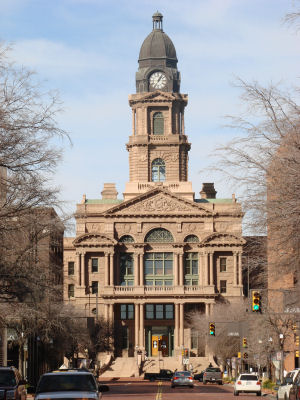

عمارت دادگستری شهرستان تارنت (به انگلیسی: Tarrant County Courthouse) عمارتی تاریخی در شهر فورت وورث از شهرستان تارانت، تگزاس است.
این بنا در ۱۸۹۳ ساخته گردید و معمار آن شرکتی بنام گان و کرتیس بود.
این ساختمان امروزه توسط سازمان میراث فرهنگی آمریکا به ثبت رسیده است.